# Альманах сатири і гумору
«Альманах сатири і гумору» — радянський гумористичний телефільм-спектакль 1980 року, знятий Центральним телебаченням СРСР.

## Сюжет
Починається і закінчується читанням Юрієм Яковлєвим оповідання М. В. Гоголя — «Театральний роз'їзд після представлення нової комедії»; протягом усього випуску між інсценуванням інших оповідань розігрується інтермедія Григорія Горіна — «Пов'язка на нозі»; і акомпанемент піаніста Бориса Мандруса; також у випуску імпровізація й інсценування гумористичних оповідань А. П. Чехова — «Дорога собака»; Віктора Драгунського — «Змія»; Валентина Катаєва — «Шубка»; фрагмент з оперети Йоганна Штрауса, текст Миколи Ердмана — «Кажан».

## У ролях
- Анатолій Кторов — епізод («Дорога собака»)
- Борис Петкер — епізод («Дорога собака»)
- Анатолій Адоскін — епізод («Пов'язка на нозі»)
- Петро Щербаков — епізод («Пов'язка на нозі»)
- Тетяна Васильєва — епізод («Змія»)
- Лариса Голубкіна — Розалінда («Кажан»); епізод («Змія»)
- Світлана Немоляєва — епізод («Шубка»)
- Микита Подгорний — епізод («Шубка»)
- Юрій Яковлєв — епізод («Шубка»)
- Андрій Миронов — Генріх («Кажан»)
- Олександр Ширвіндт — Фальк («Кажан»)

## Знімальна група
- Режисер-постановник:  Олександр Бєлінський
- Оператор-постановник: Г. Алексєєв
- Художник-постановник: С. Морозов
- Художник по костюмах: Є. Верховська
- Малюнки:  Олег Теслер
- Звукорежисер: М. Бікмантаєва
- Музичний редактор: Т. Гудкова